# Autorisation d'occupation temporaire
Pour les articles homonymes, voir AOT.
 (juin 2008).
 (août 2013).
Si vous disposez d'ouvrages ou d'articles de référence ou si vous connaissez des sites web de qualité traitant du thème abordé ici, merci de compléter l'article en donnant les références utiles à sa vérifiabilité et en les liant à la section « Notes et références ».
En France, l’autorisation d’occupation temporaire (AOT) permet à une personne d'occuper un espace qui ne lui appartient pas, pour une durée déterminée. Il s'agit d'un espace que cette personne ne peut pas ou ne souhaite pas acquérir. D'une part une personne privée peut construire sur le domaine public de l’État un immeuble sur lequel elle exerce le droit d’un propriétaire. Ce type de partenariat public-privé se rapproche du bail emphytéotique administratif. D'autre part une personne peut construire sur un domaine privé.

## Occupation temporaire du domaine public
Le domaine public est inaliénable ; dès lors, pour qu'une personne privée exploite économiquement ce domaine il faut une autorisation temporaire. Cela peut aller d'une simple benne installée quelques heures sur un trottoir, à un complexe touristique installé pour plusieurs décennies. 
- Une AOT peut être accordée sur le domaine public de l’État et de ses établissements publics (bailleur). Une AOT peut également être accordée par une collectivité sur son domaine public. c'est le cas depuis les lois de décentralisations notamment sur les plages et les ports.
- Une AOT ne peut pas avoir lieu sur le domaine public naturel de l’État. Cependant, l’État accorde régulièrement des AOT sur le domaine public maritime (DPM), soit sous forme d'AOT individuelle, soit sous forme d'AOT collective comme dans le cadre du décret 1110-91 du 24 novembre 1991 qui concerne les zones de mouillages organisées.
- L’AOT permet à une personne publique propriétaire du domaine de faire construire un immeuble par une personne privée, d’utiliser cet immeuble une fois construit et d’en récupérer la propriété à l’issue de l’autorisation.
- Pour l’entretien, dans le cadre d’une AOT-LOPSI, le bailleur peut avoir la charge de l’entretien et de la maintenance.
- Pas de durée minimale, durée maximale de 70 ans.
- L’AOT n’est pas renouvelable de plein droit. Elle est précaire et révocable sans indemnités la plupart du temps

Il existe quelques bureaux d'études spécialisés dans le traitement des AOT sur le DPM notamment dans le sud de la France où la problématique des concessions de plages revêt une importance particulière.
Concernant le rapport entre domaine public et domaine privé sur la frange littorale et maritime, depuis 1986 et la loi littoral, la question est tranchée en France. Ailleurs en Europe ou encore aux États-Unis, les constructions en bord de mer ou sur l'eau peuvent être totalement privées ce qui permet notamment de valoriser les entreprises possédant des ports ou des infrastructures maritimes à l'inverse des opérateurs français. Certains pays, comme le Liban, alternent propriété privée et publique en bord de mer sans autre règle que l'antériorité.

## Occupation temporaire de propriété privée
Si un propriétaire privé ne veut pas vendre et que les conditions d'expropriation ne sont pas réunies ; si une personne publique ou privée ne veut pas acquérir une propriété privée car son besoin est temporaire, une autorisation peut être accordée sur demande par le préfet. La préfecture de police peut accorder des droits de circulation, contrairement à un droit de passage, le propriétaire se voit indemnisé pour cette occupation temporaire. Toutes les autres préfectures peuvent autoriser des occupations temporaires, en particulier pour des opérations déclarées d'utilité publique. Dans ces cas l'autorisation peut prévoir que le terrain soit entièrement terrassé et rendu dans un état différent de l'état initial.